# Hervormde kerk (Oude Pekela)
De Hervormde kerk van Oude Pekela, gebouwd in 1683-1685, is gelegen aan de Hendrik Westerstraat 114 in Oude Pekela.

## Inleiding
In 1594 was de stad Groningen in handen van de Staten-Generaal gekomen en volgens het Traktaat van Reductie zou in deze stad en dus later ook in de veenkoloniën geen andere godsdienst beoefend worden dan de gereformeerde. Met die gereformeerde godsdienst werd de Nederduits Gereformeerde Kerk (later Nederlandse Hervormde Kerk) bedoeld. Deze gereformeerde kerk werd nu de bevoorrechte kerk en bleef dit tot 1795.
Zo’n kerk kreeg de kolonie Pekela al in 1639, zij het dat de gelovigen zich eerst moesten behelpen met een schuur, waarin dominee Wirichius Johannis voorging. Ten tijde van zijn opvolger Andreas ten Have werd in 1683 begonnen met de bouw van een echte kerk, die enkele jaren later voltooid was en nadien nog enkele malen zou worden verbouwd.
Omdat de kerk aan het benedeneinde van het tegenwoordige dorp Oude Pekela lag en de vervening tegen 1700 al ver naar het zuiden (boven) gevorderd was, vonden de mensen die in het nieuwste deel van de kolonie woonden, het kerkpad veel te lang. Daarom richtten zij meerdere verzoeken aan de Stadsregering om een eigen kerkgebouw te mogen bouwen. Op 9 april 1704 werd op het verzoek van de ingezetenen van de Pekela boven het bovenste verlaat gunstig beschikt, waardoor kandidaat Ailcko Meinderts weldra met zijn werk als predikant kon beginnen.
In 1707 werden de beide kerkelijke gemeenten in Beneden en Boven Pekela van elkaar gescheiden, waardoor er twee kerspels ontstonden, Beneden of Oude Pekela en Boven of Nieuwe Pekela. De grens lag bij de toenmalige bovenste sluis in het Pekelderdiep, bij de Verlaatjeswijk, waar deze nu nog Oude en Nieuwe Pekela scheidt.
Omdat de gereformeerde (na de Franse tijd: hervormde) kerk de bevoorrechte kerk was, kreeg deze eveneens taken toegewezen waaronder het onderwijs, de armenzorg en de zaken die te maken hadden met de burgerlijke stand (de predikant hield de doop-, trouw- en begraafregisters bij), niet alleen administratief, maar ook daadwerkelijk, zoals de doop, het voltrekken van huwelijken en de zorg voor het kerkhof. Ook het afkondigen van publicaties vond plaats in de kerk. Bovendien hadden de predikanten het recht van verzegeling (de een wat eerder dan de ander), dat wil zeggen dat zij een soort notariële functie hadden en notariële akten mochten opmaken. De kerk had dus duidelijk, naast de geestelijke, ook een wereldlijke functie. De stadsveenmeester was er uit hoofde van zijn beroep kerkvoogd, wat de invloed van de Stad duidelijk maakte.
Omdat uit alle windstreken immigranten naar de veenkolonie kwamen, ontstond er een grote verscheidenheid op godsdienstig gebied. Aangezien de stad de groei wilde bevorderen, was haar een zekere tolerantie tegenover andersdenkenden niet vreemd. Zo kregen de luthersen reeds in 1753 toestemming een kerk in Pekela te bouwen. De rooms-katholieken mochten, na herhaalde verzoeken, in 1783 een kerkschuur bouwen aan wat later de Roomsewijk in Oude Pekela heette. In hetzelfde jaar kregen de gereformeerden (lees: hervormden) in Pekela toestemming hun in 1683 gebouwde kerk te vergroten.

## Voorgeschiedenis
Het was in het jaar 1635 dat een belangrijk deelgenoot van de Pekelcompagnie, Feike Alles Clock, en andere eigenaren een groot gedeelte van hun venen aan de stad Groningen verkochten. Vanaf dat moment was de stad Groningen in feite eigenaar in dit gebied en had zij het daar voor het zeggen. Omdat de vervening in dit gebied, “de Pekel” genaamd, voortvarend verliep, en de bevolking in deze omstreken groeide, verzocht Clock in 1637 aan de stad Groningen het gebied te voorzien van een predikant. Al enkele maanden later werd het classis Oldambt, Wedde en Westerwoldingerland, in welke classis de ontginningswerkzaamheden plaatsvonden, gelast om te zorgen dat alle veertien dagen in de Pekela een predikant kwam om te prediken. Nog dezelfde maand werd het voorstel door burgemeesters en raad in behandeling genomen en goedgekeurd. Zij besloot een pastoor en koster in de Pekel aan te stellen, die betaald moesten worden uit de opbrengsten van het naburig gelegen Klooster Ter Apel. Zij stelden tevens het jaarsalaris van hen vast, namelijk 400 gulden voor de pastoor en 100 gulden voor de koster. Al in 1639 kreeg rentmeester De Mepsche de opdracht van het gemeentebestuur van Groningen om een staat van inkomsten van het Klooster Ter Apel samen te stellen. De stad ging voortvarend te werk en nog dezelfde maand werd een predikant aangesteld voor Pekela. Het was de student theologie Wirichius Johannis, die hetzelfde jaar in Groningen in ondertrouw ging met Heiltien Dominicus, weduwe van Coert Adams. De plek waar de eerste predicaties plaatsvonden was een schuur, die in het Westerwoldse gedeelte van Pekela lag. Dat kan worden afgeleid uit het feit dat Clock in 1650 namens de inwoners, die merendeels aan de andere zijde van de Pekel A woonden, een verzoek aan de stad richtte om de hoge vonder over de Pekel A, die zij moesten volgen om bij de kerk te komen, te repareren. Op 4 augustus 1663 ging pastoor Wirichius Johannis met emeritaat en werd de 24-jarige Andreas ten Have uit Zwolle tot predikant benoemd. Zijn woning werd uitgebreid met een studeerkamer en Ten Have kon aan slag. Het ging hem de eerste jaren niet voor de wind. Allereerst brachten in 1665 de bisschoppelijke troepen van de bisschop van Münster, die op dat moment actief waren in het noorden van Nederland, schade toe aan kerk en pastorie in Pekela en tot overmaat van ramp brandde in 1673 zijn kerk af. Op de synode in 1674, die dat jaar gehouden werd in Appingedam, meldde Ten Have dat zijn kerk per ongeluk was afgebrand en nodig hersteld diende te worden. Een paar jaar later klaagde hij op de classis te Winschoten over brutaliteiten op de sabbath die in Pekela voorkwamen en over het feit dat de herbergen ’s morgens en ’s middags altijd vol zaten. Verder ondervond hij concurrentie van de Lutheranen en klaagde hij over ongeregeldheden bij het planten van een meiboom. In 1681 verzocht de kerkenraad van Pekela, namens de inwoners, bij de stad Groningen om subsidie voor de bouw van een nieuwe kerk. Omdat de stad van mening was dat de inwoners van Pekela zich altijd redelijk liberaal hadden opgesteld als het om een nieuwe kerk ging in haar kerspel, gaven zij toestemming om een collecte te houden langs alle kerken in het Oldambt teneinde de bouw van een kerk mogelijk te maken. Een paar jaar later werd het de inwoners ook toegestaan een collecte te houden in Westerwolde en Dienstweigering. De bouw kon beginnen.

## Bouw

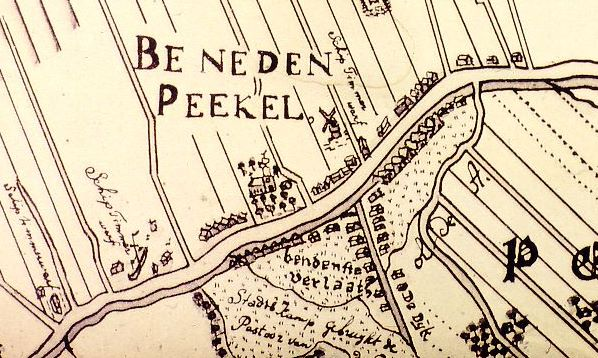
H.W. Fockens: Het centrum van Oude Pekela in 1723

In 1683 werd gestart met de bouw van de kerk. In oktober 1683 was deze zover gevorderd dat de kerk kon worden voorzien van een dak en werden ramen aangebracht. De stad besloot twee ramen aan de kerk te schenken, het ene voorzien van het wapen van de stad en het andere met de wapens van burgemeesters en raad. Het was een rechthoekige zaalkerk met aan de lange zijden vier ramen en aan de korte zijden twee ramen. Ook verblijdden zij de kerk met een half lot veen, liggende aan de noordkant van de Pekel A, welk half lot de kerk voor 210 Carolus gulden van de stad kon kopen. In 1684 werd er met de bakker Derck Peters uit Pekela door de stad afgerekend voor het herstellen van de zaal die door deze na de brand en voorafgaande aan de bouw van de nieuw kerk als godsdiensthuis beschikbaar was gesteld.
Op 4 mei 1684 werd de nieuwe kerk door dominee Ten Have ingezegend. Op 29 juni van dat jaar waren Jan Scholten Meijer uit Winschoten en Geertjen Peters Hennink uit Pekela de eersten die in de nieuwe kerk in de echt werden verbonden. In 1685 werden de graven in de kerk bij opbod verkocht, waarbij de opbrengst ten gunste van de stad kwam. Een jaar eerder werd het ook noodzakelijk geacht een zolder in de nieuwe kerk te maken. Aangezien in de kosten daarvan niet was voorzien, besloot de stad deze zolder zo goedkoop mogelijk aan te laten brengen en de kosten te betalen uit enerzijds de boetes van ene Antoni Kemner en anderzijds uit de boetes die waren opgelegd wegens de onlangs ontdeckte paepse vergaderingen. In 1685 was de kerk klaar. Op de kerk prijkte een torentje, ongeveer in dezelfde vorm als het boveneinde van de tegenwoordige toren. In 1686 richtten de inwoners van Pekela zich opnieuw tot de stad; dit keer met het verzoek haar een klok te schenken voor de nieuwe kerk aangezien deze slechts was voorzien van een klein klokje. Zij wezen de stad erop dat er nog een klok in de stadsschuur op het Boterdiep (in Groningen) stond. De stad voldeed aan dit verzoek op voorwaarde dat de bestaande, kleine klok, werd geruild tegen die uit de stadsschuur op het Boterdiep. Ter reparatie van de kerk, de toren en het onderhoud van het diep werd in 1741 door de stad besloten dat voortaan van alle schepen die het verlaat in de Beneden Pekela passeerden, belasting zou worden geheven.

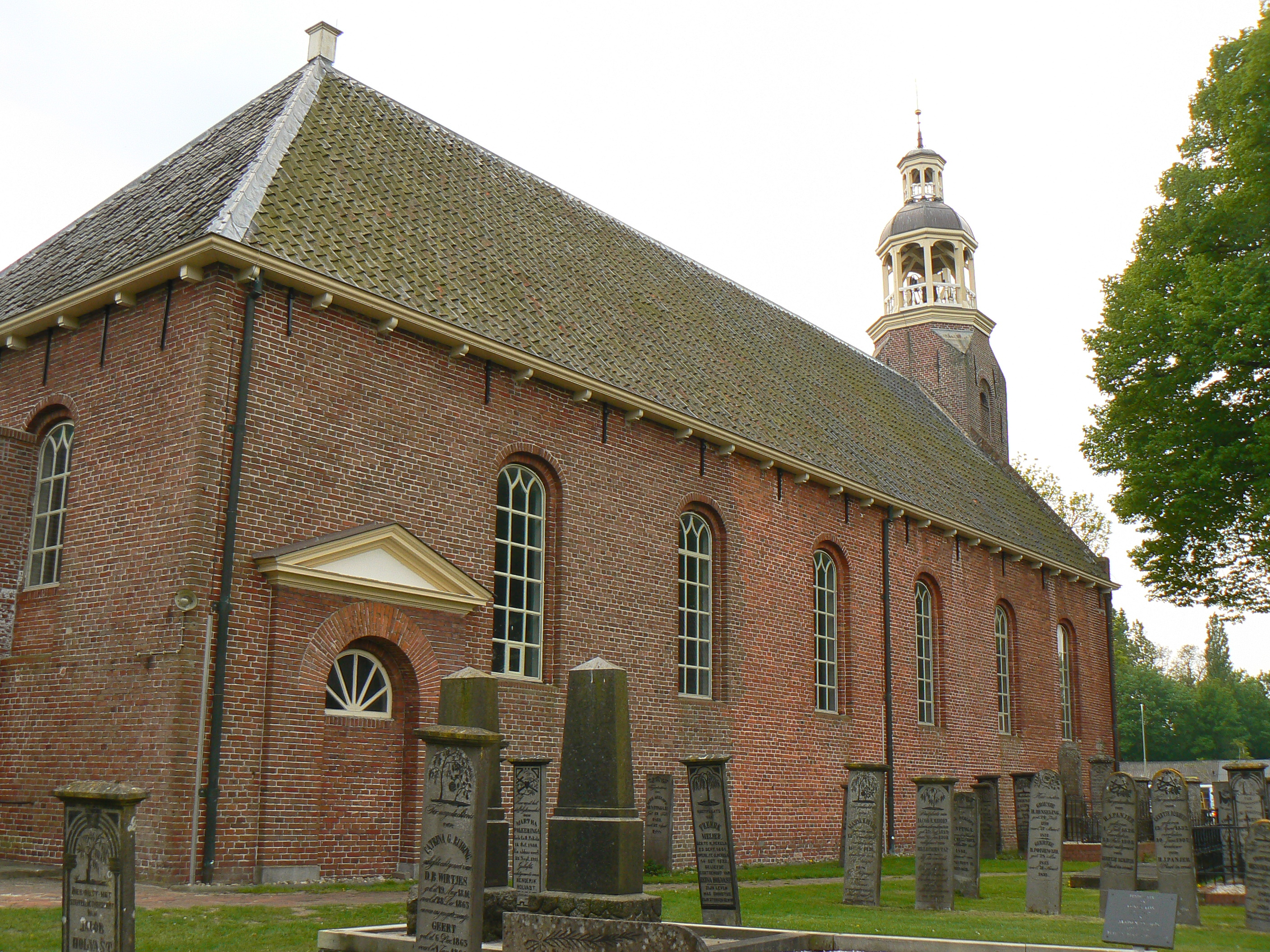
De Hervormde kerk van Oude Pekela. Aan het kleurverschil is duidelijk is te zien welk gedeelte in 1783 is aangebouwd.

In 1783 klaagden de ingezetenen van de Beneden Pekela, daarbij gesteund door haar predikant Petrus Mees dat de kerk, vanwege de aanwas van de bevolking, inmiddels veel te klein was geworden. Stadsbouwmeester Kuiper maakte een rapport en concludeerde hetzelfde. Daarop besloot de stad dat de kerk vergroot mocht worden op haar kosten. Significant detail hierbij was dat de toestemming om de kerk te vergroten vrijwel samenviel met het tijdstip waarop de katholieken in de Oude Pekela een eigen kerk mochten stichten.
In 1787 werd door de stad toegestaan dat het kerspel een zegel mocht vervaardigen en gebruiken, voorstellende een vrouw met een kindje aan de hand, toelopende op het Groningse wapen, met het omschrift S.V.D. Oude Pekela er onder Groningae Cura. Omdat in 1787 inmiddels meer dan een derde van de inwoners van Oude Pekela in het Oldambtster gedeelte woonden, verleende de stad de predikant te Oude Pekela de bevoegdheid om te zegelen binnen zijn kerspel, mits op het Oldambtster gedeelte en slechts over goederen die in dit Oldambtster gedeelte lagen. Omdat de vorsten op het dak van de kerk in een zeer slechte staat verkeerden, werd in 1806 door burgemeesters en raad van de stad besloten deze met lood te laten dekken. Op 28 december 1842 vervolgens droeg de stad Groningen de kerk van Oude Pekela over aan de hervormde gemeente. De overdracht werd op 23 september van dat jaar door de Koning goedgekeurd.

## Toren, klok en uurwerk

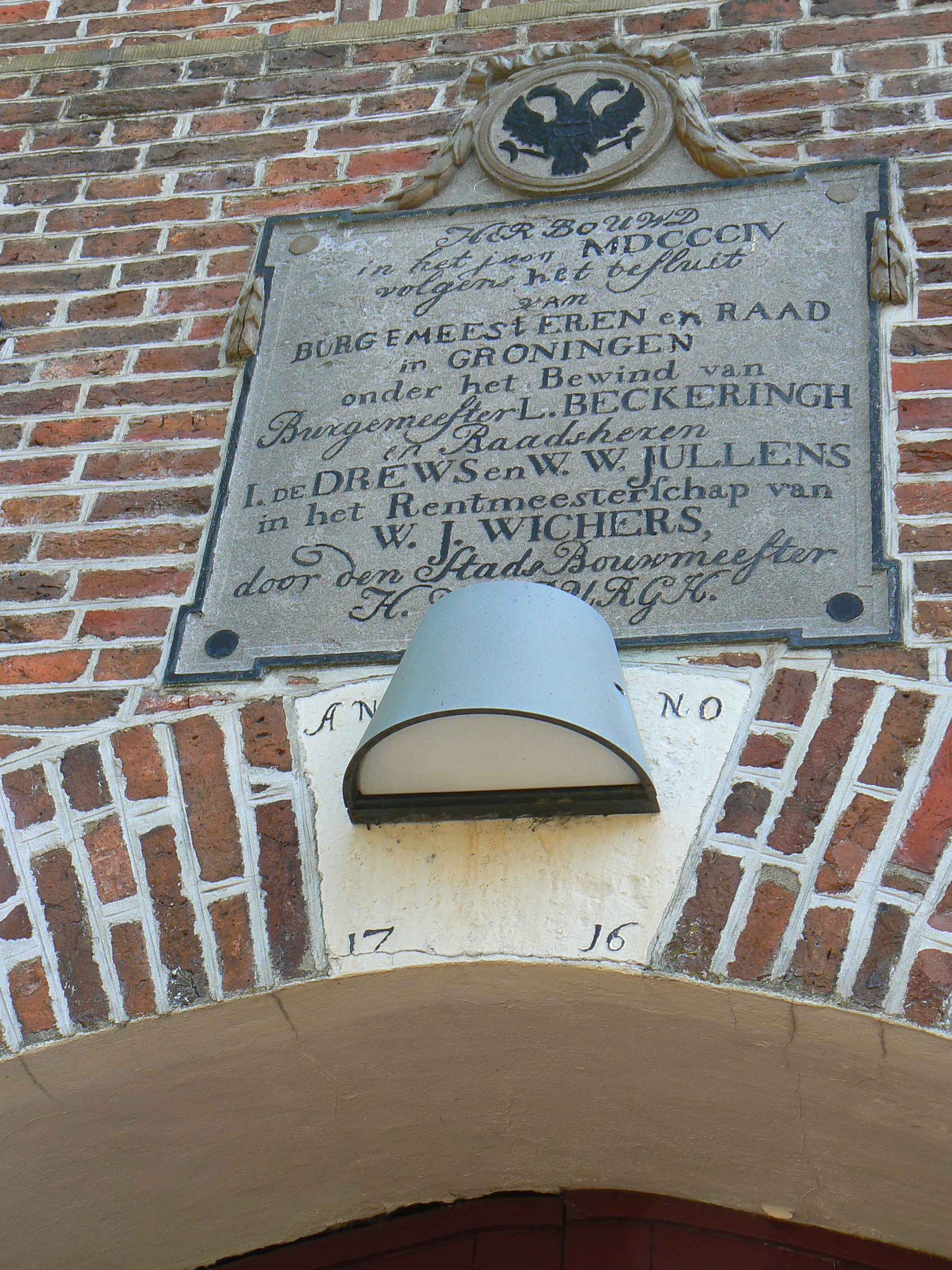
De in 1804 herbouwde toren bij de Nederlands Hervormde kerk in Oude Pekela

In 1697 verzochten de ingezetenen van Pekela aan de stad toestemming om een toren te mogen bouwen. Dit verzoek werd door de stad ingwilligd. En toen de toren enige tijd later gereed was, besloot de stad hierin een uurwerk, dat in de toren van Baflo had gestaan, te plaatsen. Waarschijnlijk was de toren van slechte materialen gebouwd. Want al in 1715 maakte stadsbouwmeester A. Meijer een rapport op met het advies om de beschadigde toren in Oude Pekela òf te repareren òf af te breken. De stad besliste vervolgens dat de toren geheel opnieuw opgebouwd moest worden. In 1784 bleek dat de klok in de toren in Oude Pekela was gescheurd en niet meer gebruikt kon worden. De stad besloot vervolgens dat een nog in de stadsschuur (in Groningen) staande klok naar Pekela moest worden gebracht om de gescheurde klok te vervangen. In 1804 werd gemeld dat de toren in Oude Pekela zeer zwak was en op het punt stond van instorten. De toren werd daarom herbouwd. Opnieuw bleek in 1840 dat de torenklok gebroken was. Burgemeesters en raad van Groningen besloten daarom de klok, tezamen met een nog oudere klok, te laten omsmelten voor een nieuwer exemplaar van 200 Nederlandse ponden en deze op te hangen tussen het muurwerk en de klankgaten. In 1844 kreeg de toren onder andere een uitbreiding aan de zuidzijde in de vorm van portaal. Voortaan was de westelijke gaanderij in de kerk via dit portaal bereikbaar. Op 29 juli 1853 verzochten de kerkvoogden van de Hervormde gemeente Oude Pekela het gemeentebestuur van deze plaats om onder andere de toren over dragen aan de burgerlijke gemeente omdat het onderhoud voor haar te duur werd. In de raadsvergadering van 16 augustus van dat jaar ging de raad met dit voorstel akkoord. Nader onderzoek heeft uitgewezen dat het hier alleen om het beheer van de toren ging. Het eigendom bleef bij de Hervormde gemeente. Op 30 mei 1901 woedde er een hevig onweer boven Oude Pekela. De bliksem sloeg in de toren van de kerk, met als gevolg dat het hele uurwerk werd vernield. Er brak geen brand uit. De klok werd in de Tweede Wereldoorlog door de Duitsers geroofd. Naar aanleiding daarvan besloot de kerkenraad in 1946 een nieuwe luidklok in de toren te laten plaatsen. De opdracht tot gieten en leveren van deze klok werd opgedragen aan de firma Van Bergen uit Heiligerlee. In december 1947 werd de klok vervolgens gegoten en aangebracht. De toren had een wijzerplaat aan de westzijde en een zonnewijzer aan de zuidzijde uit respectievelijk 1891 en 1832. De wijzerplaat, die niet meer hersteld kon worden, werd in 1976 vervangen door een nieuwe. De zonnewijzer werd bij de restauratie van 1975-1976 gerestaureerd. Vóór de kerk en toren liep vroeger een ongeveer twee meter hoge stenen muur. Van deze stenen muur, die was voorzien van een urinoir, rest anno 2011 nog een klein gedeelte. Kerk en toren zijn op 26 oktober 1976 weer overgedragen aan de kerkvoogdij van de Nederlands Hervormde gemeente van Oude Pekela.

## Interieur

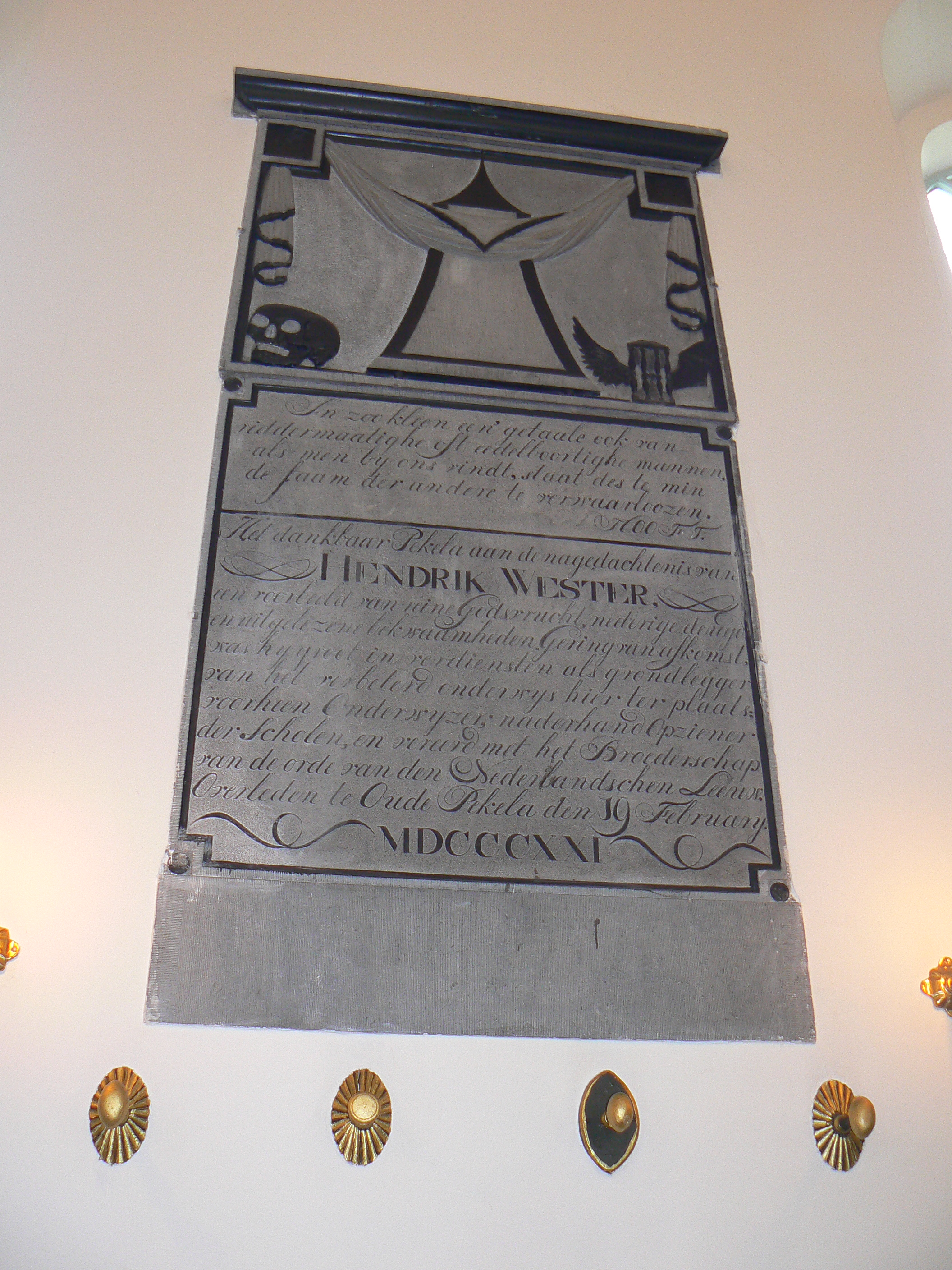
Gedenksteen ter herinnering aan Hendrik Wester in de noordelijke muur van de Hervormde kerk te Oude Pekela.

In 1736 schonk de stad Groningen op verzoek van de predikant een zilveren avondmaalsbeker voorzien van het wapen van de stad aan de kerk. Op 29 maart 1823 werd ter ere van de in 1821 overleden schoolopziener Hendrik Wester in de noordelijke muur van de kerk een gedenksteen aangebracht. Op 22 oktober 1865 werd het door Petrus van Oeckelen uit Harendermolen gebouwde kerkorgel ingewijd. Dit orgel werd omstreeks 1990 geheel gerestaureerd en op 25 september 1993 weer in gebruik genomen. Burgemeester Tjakko Borgesius schonk in 1868 met zijn echtgenote ter gelegenheid van hun 25-jarig huwelijksfeest twee zilveren avondmaalsbekers aan de kerk. In 1889 werd oude kansel vervangen door een nieuwe preekstoel.
In de kerk hangen twee kroonluchters; de één in 1813 geschonken door Harm Jans Middel, als aandenken aan zijn vrouw Magdalena Rentes Broersema, de ander in 1814 door Middel voornoemd geschonken ter nagedachtenis aan zijn zoon Wessel die in laatstgenoemd jaar was gesneuveld tegen de Franse bezetter.

## Restauratie 1975-1976
Van 1975-1976 werden kerk en toren opnieuw gerestaureerd. De houten vloer werd vervangen door een stenen vloer en zandtegels in het middenpad. De preekstoel werd verplaatst en enkele 17e-eeuwse banken werden vervangen door stoelen. De westelijke gaanderij werd toegankelijk gemaakt via een trap in de kerk. De restauratie van kerk en toren van 1975-1976 stond onder leiding van Ingenieur P.B. Offringa uit Groningen.

## Graven in de kerk
Lange tijd werd men rond, maar vooral in de kerk begraven. In 1685 werden voor het eerst graven in de nieuwe kerk bij opbod verkocht. Aan wie is niet bekend. In 1687 kochten de wijnhandelaar en latere ouderling Barthold Harmens en zijn echtgenote Aeltien Harmens, voor 40 Carolus gulden twee legersteden, de nummers 12 en 13, ‘mitsgaders verrottingen in de kercke ter Pekel A’.
Op 12 februari 1720 overleed Eltje Jacobs, in leven veenmeester te Oude Pekela. Zijn grafzerk is tijdens de restauratie van de kerk in 1975 aangetroffen onder de vloer van de kerk. Tijdens dezelfde restauratie werd onder deze ook de dubbele grafsteen aangetroffen van Petrus Mees, van 1733-1785 predikant te Oude Pekela, en zijn echtgenote. In 1741 kreeg de moeder van de overleden dominee Meurs toestemming van de stad om haar zoon in de kerk van de Beneden Pekela te laten begraven. In het jaar daarop verzocht schoolmeester Derk Jan Houwink om zijn overleden huisvrouw in de kerk van de Beneden Pekela te laten begraven. Een antwoord op dit verzoek is niet aangetroffen, maar wel besloot de stad nadere regels voor het begraven van de doden in de kerk in de Beneden Pekela op te stellen. Op 5 september 1779 verzocht Tiacke Geerts Sijbrigte aan Burgemeesters en Raad van Groningen ‘bij haer man in de kerk van de Oude Pekel A te mogen worden bijgeset’. Haar (overleden) man was de oud-leraar Harmannus Haiko van der Veen, die enkele jaren in Batavia het beroep van predikant had uitgeoefend. Een antwoord van het stadsbestuur is ook hier niet aangetroffen.
Het begraven in de kerk bracht soms groot ongerief met zich mee: de banken stonden los om bij de graven te kunnen komen, grafstenen verzakten of scheurden, de graven raakten overvol en de
geur in de kerk was – zeker bij warm weer - ook niet altijd even aangenaam. Steeds luider klonken de stemmen van hen die aan het begraven in de kerk een einde wilden maken. In 1829 werd het, om hygiënische redenen, wettelijk verboden om nog langer in de kerk te mogen worden begraven. Dergelijke begrafenissen vonden in de kerk van Oude Pekela dan ook niet meer plaats. De bij de restauratie van 1975-1976 onder de vloer aangetroffen grafzerken zijn ter plaatse van de kansel gelegd.

## Fotogalerij

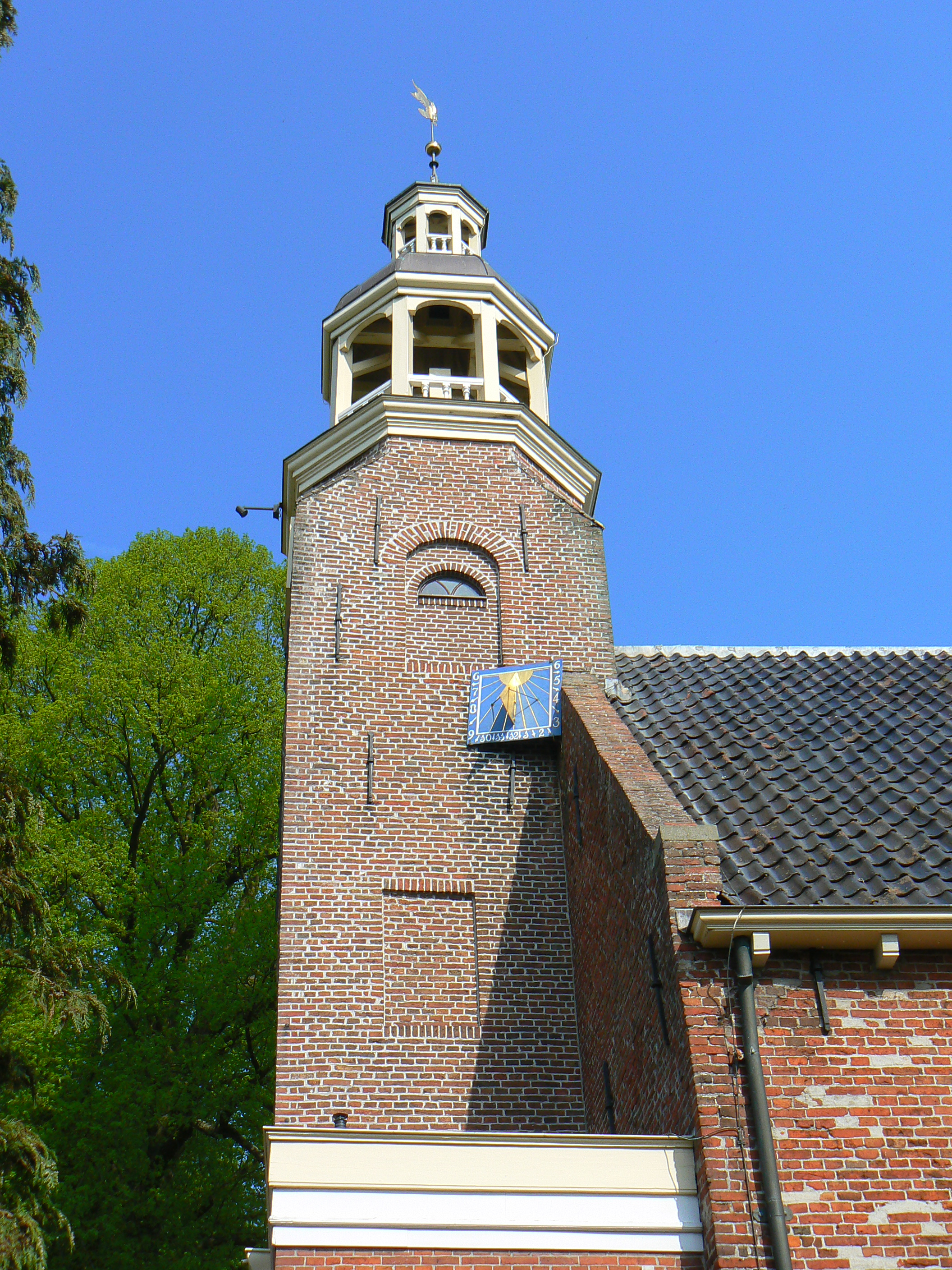
Zonnewijzer aan de zuidzijde.
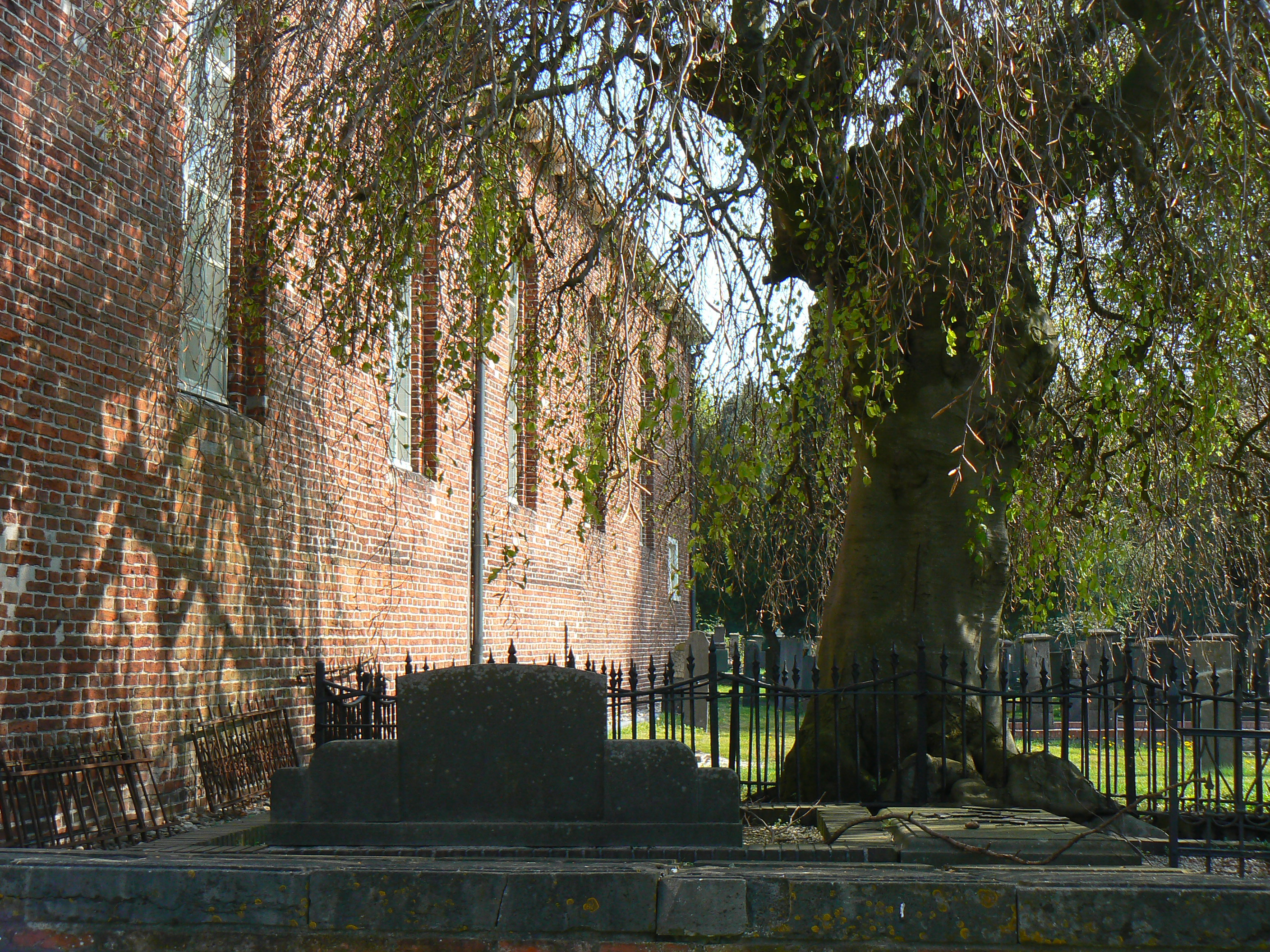
Het oudste gedeelte van het kerkhof ten zuiden van de kerk (met treurbeuk).
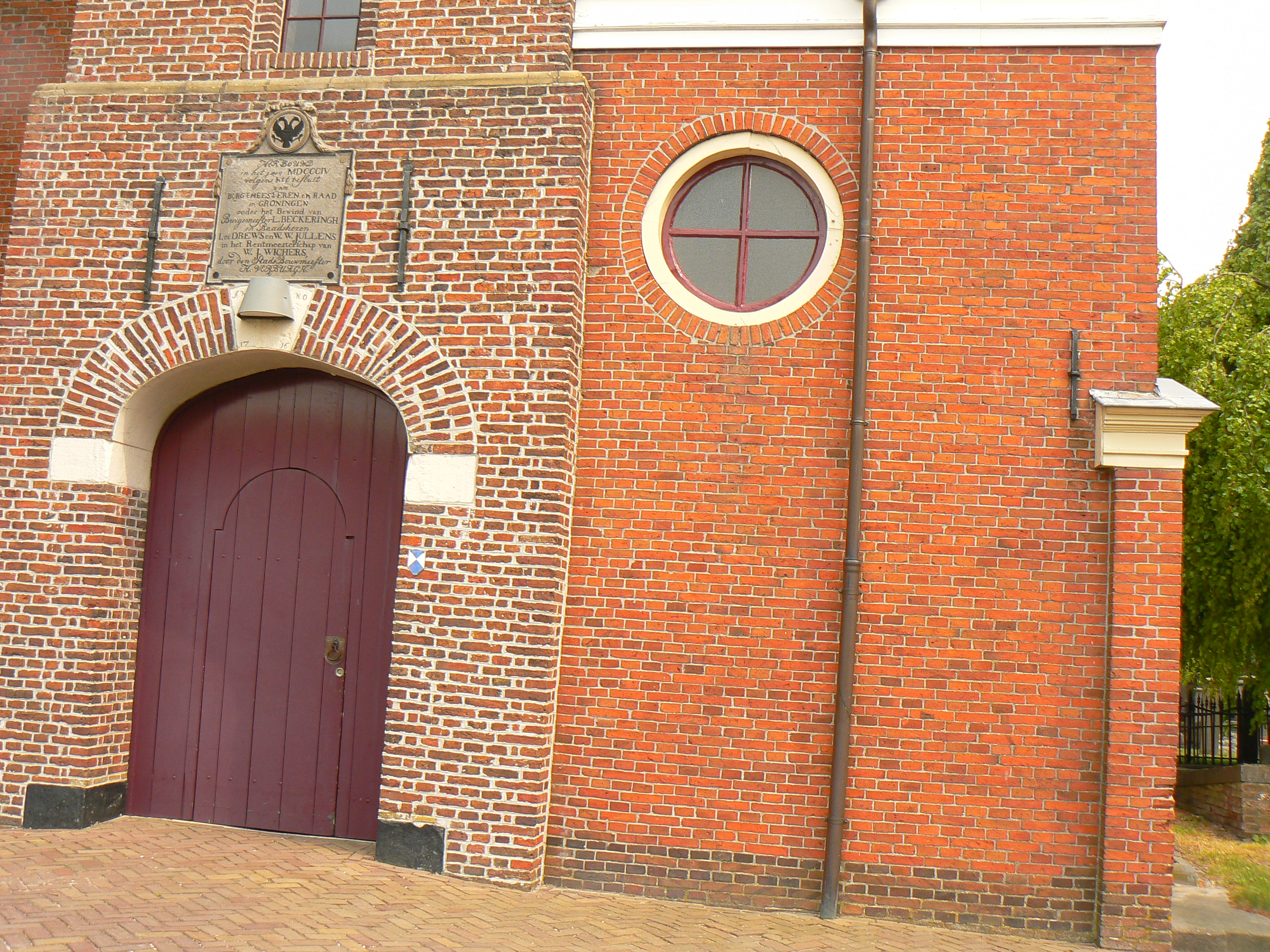
Zuidelijk portaal, aangebouwd in 1844.
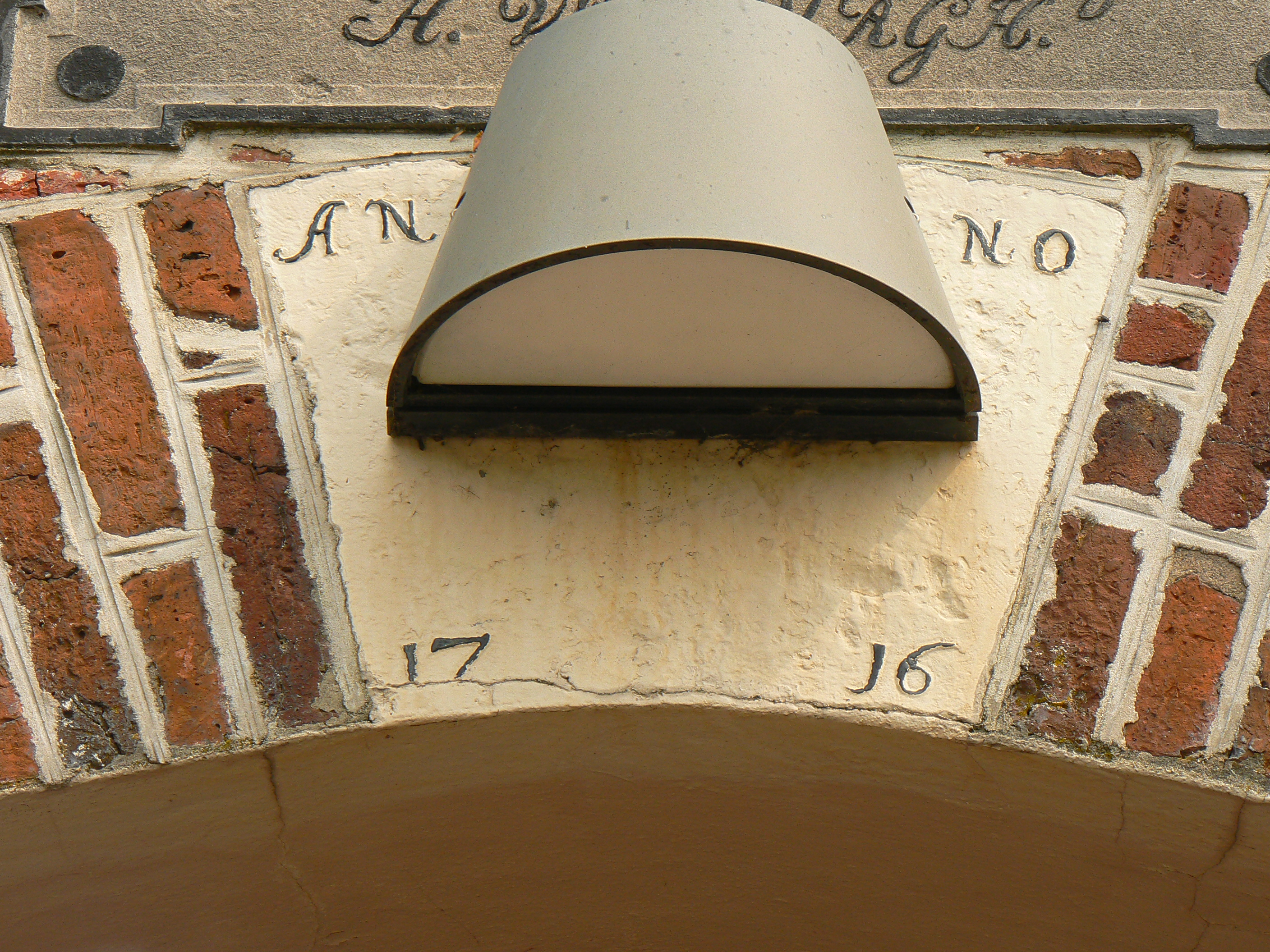
Gedenksteen met bouwjaar van de toren (herbouw).
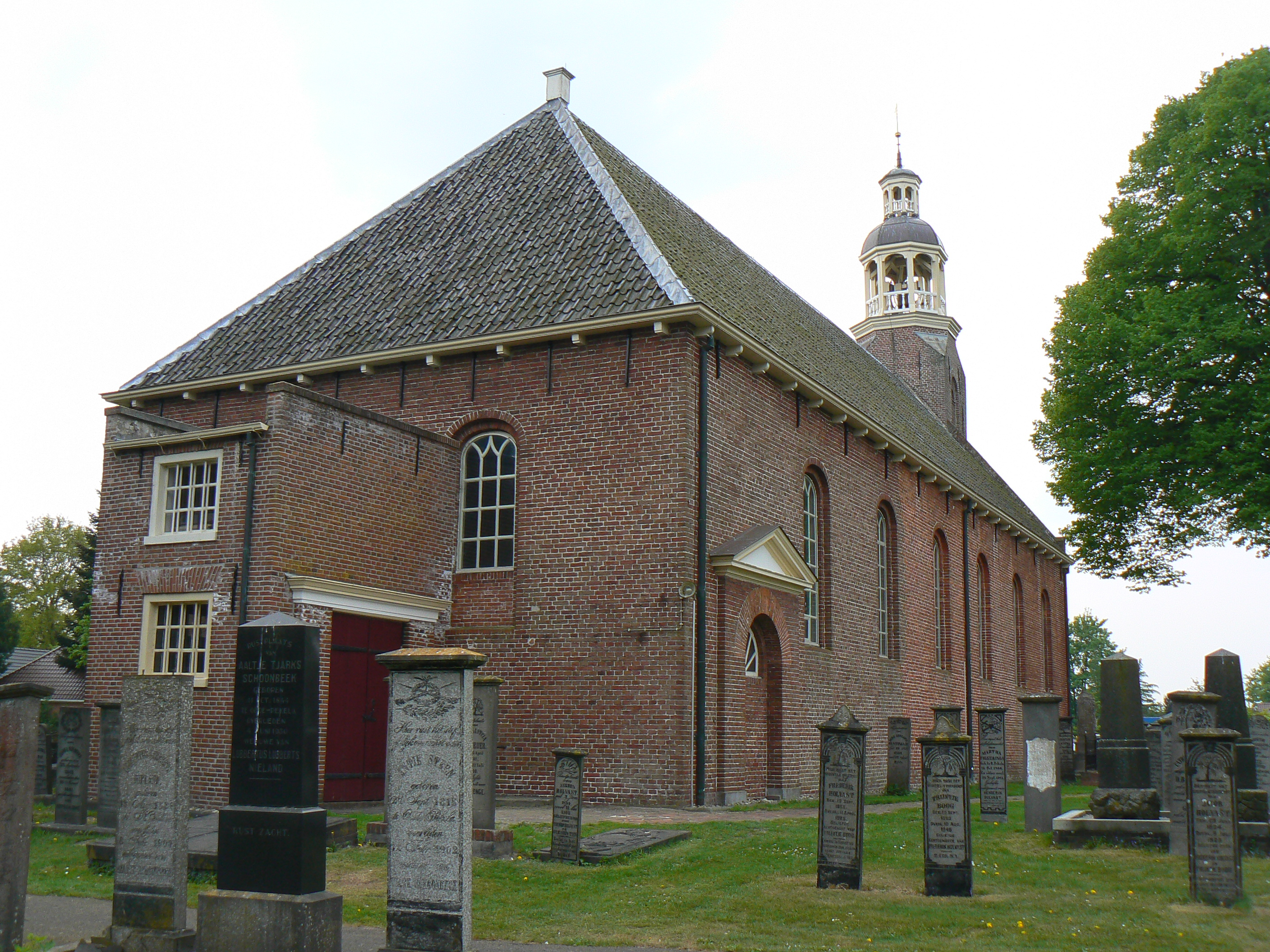
Oostelijk portaal (achterzijde) met rechts de oude ingang van de kerk.
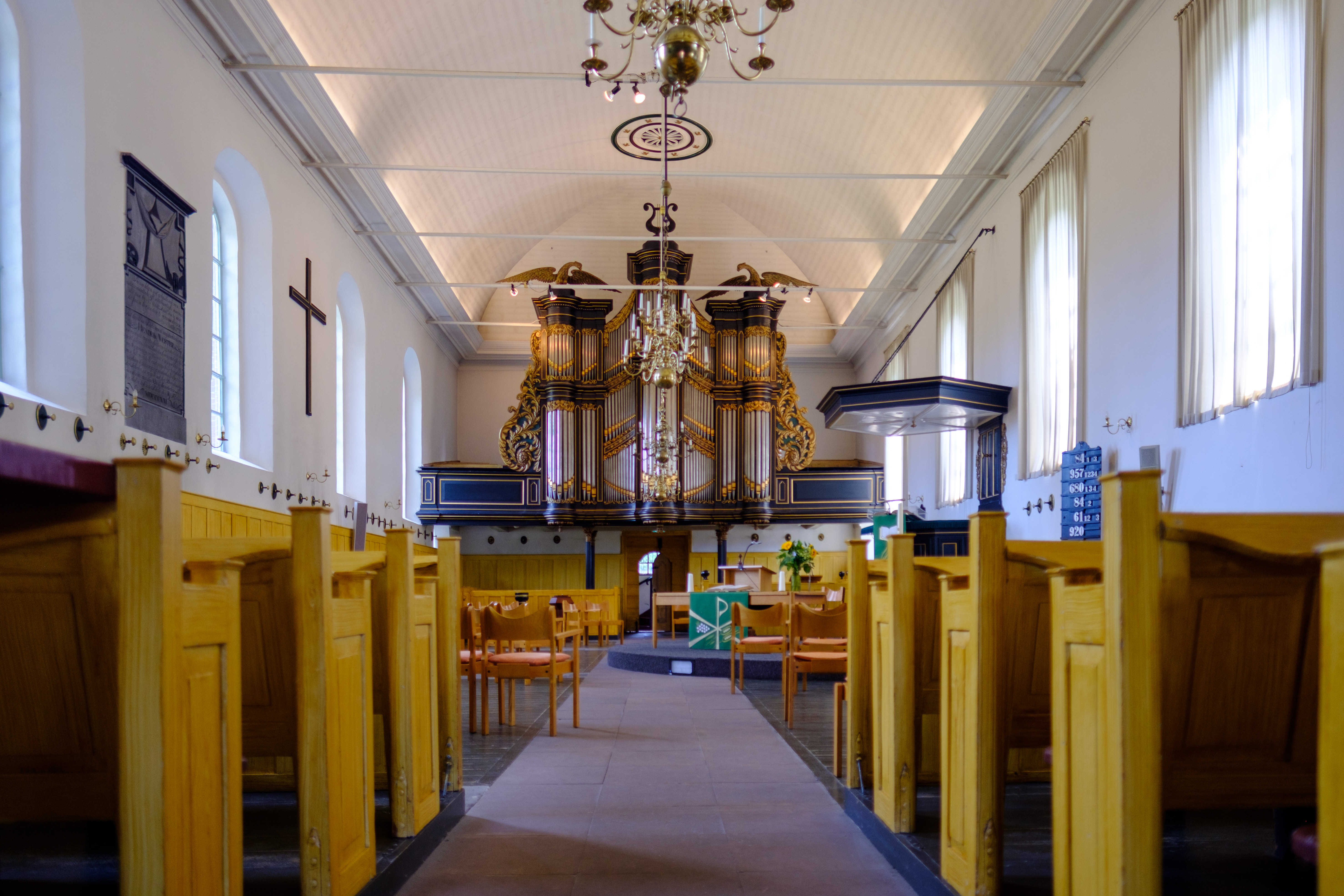
Interieur
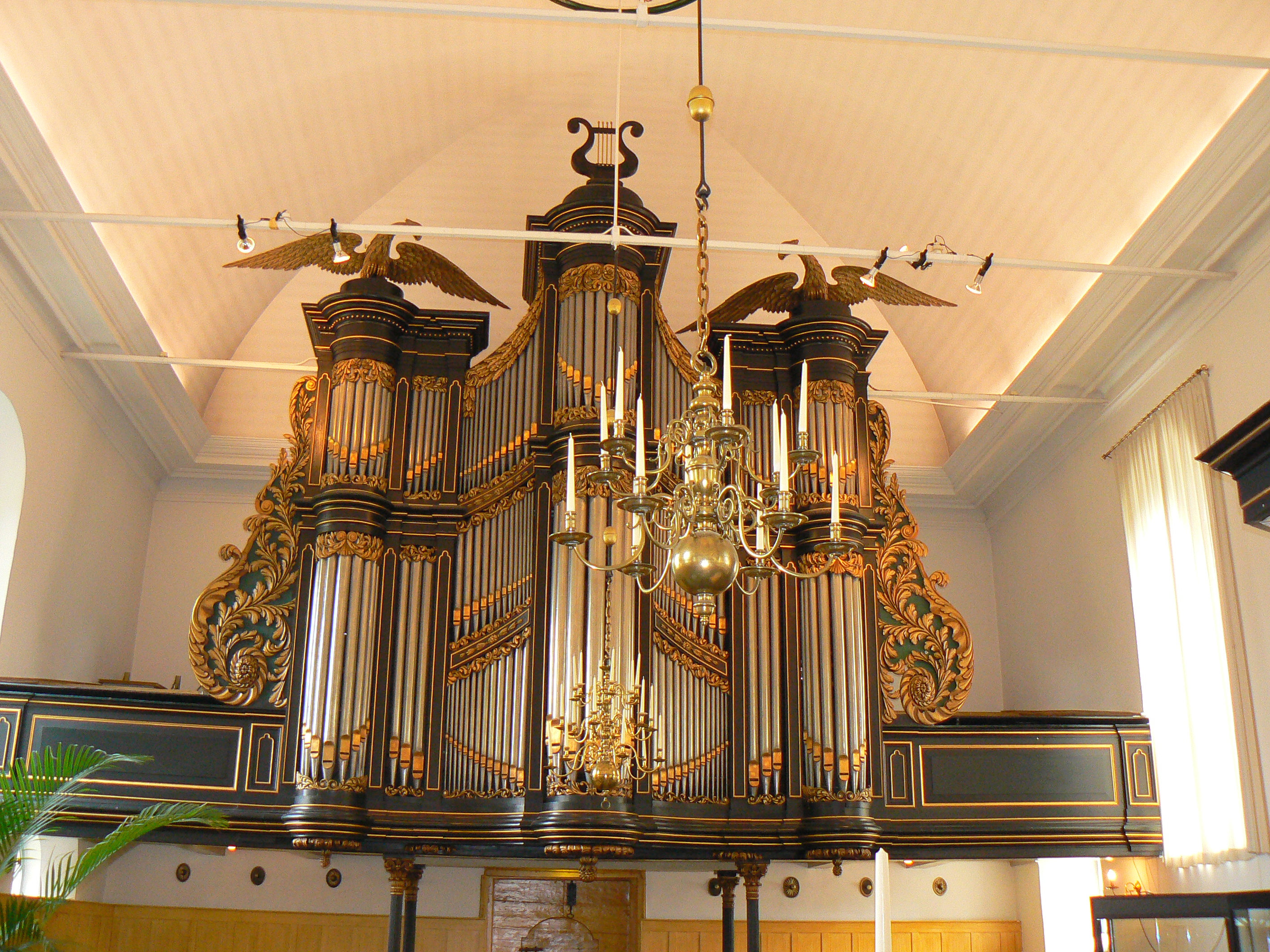
Van Oeckelenorgel uit 1865.
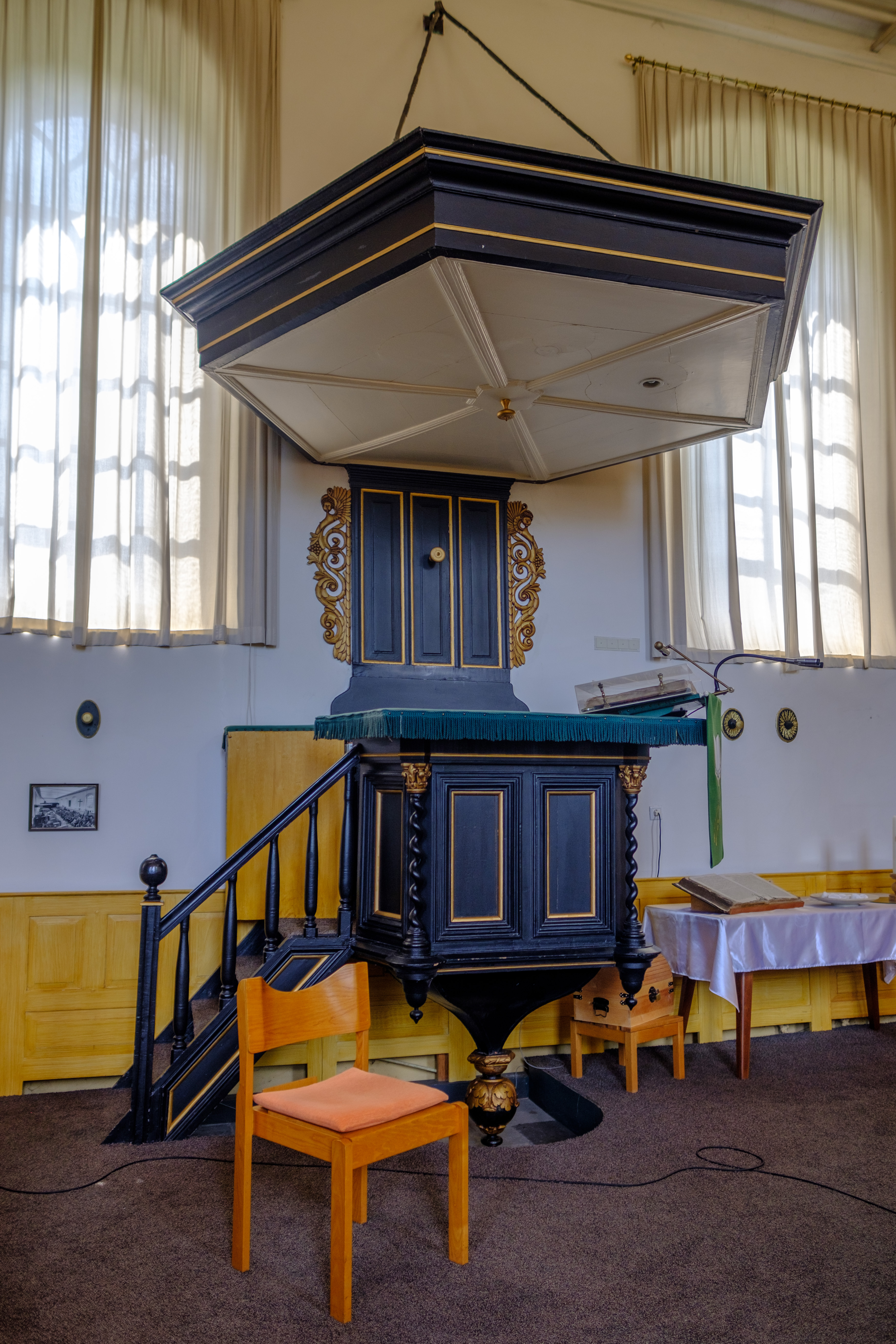
Kansel uit 1889
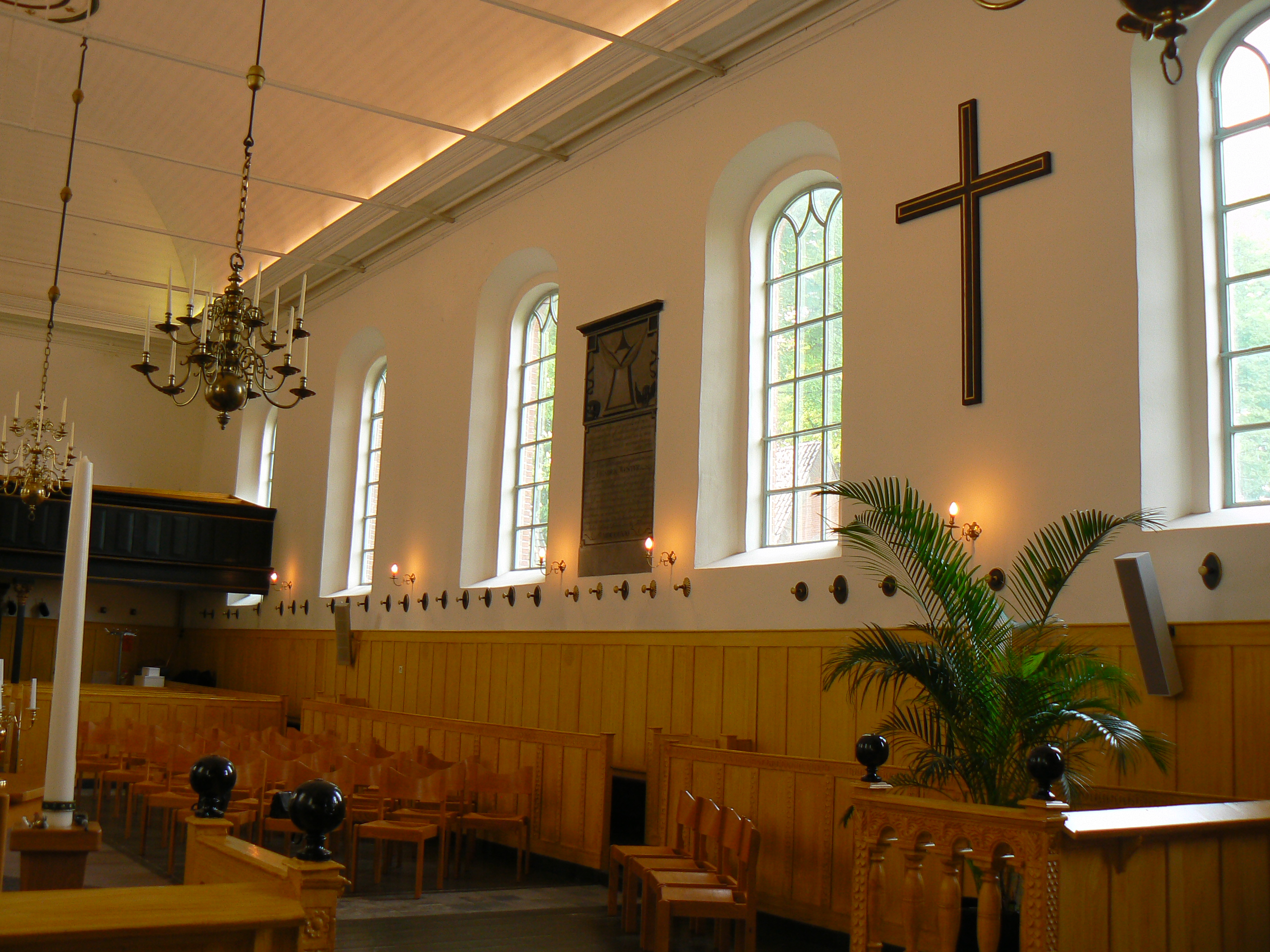
Noordelijk muur (binnenzijde) na de restauratie van 1975-1976.
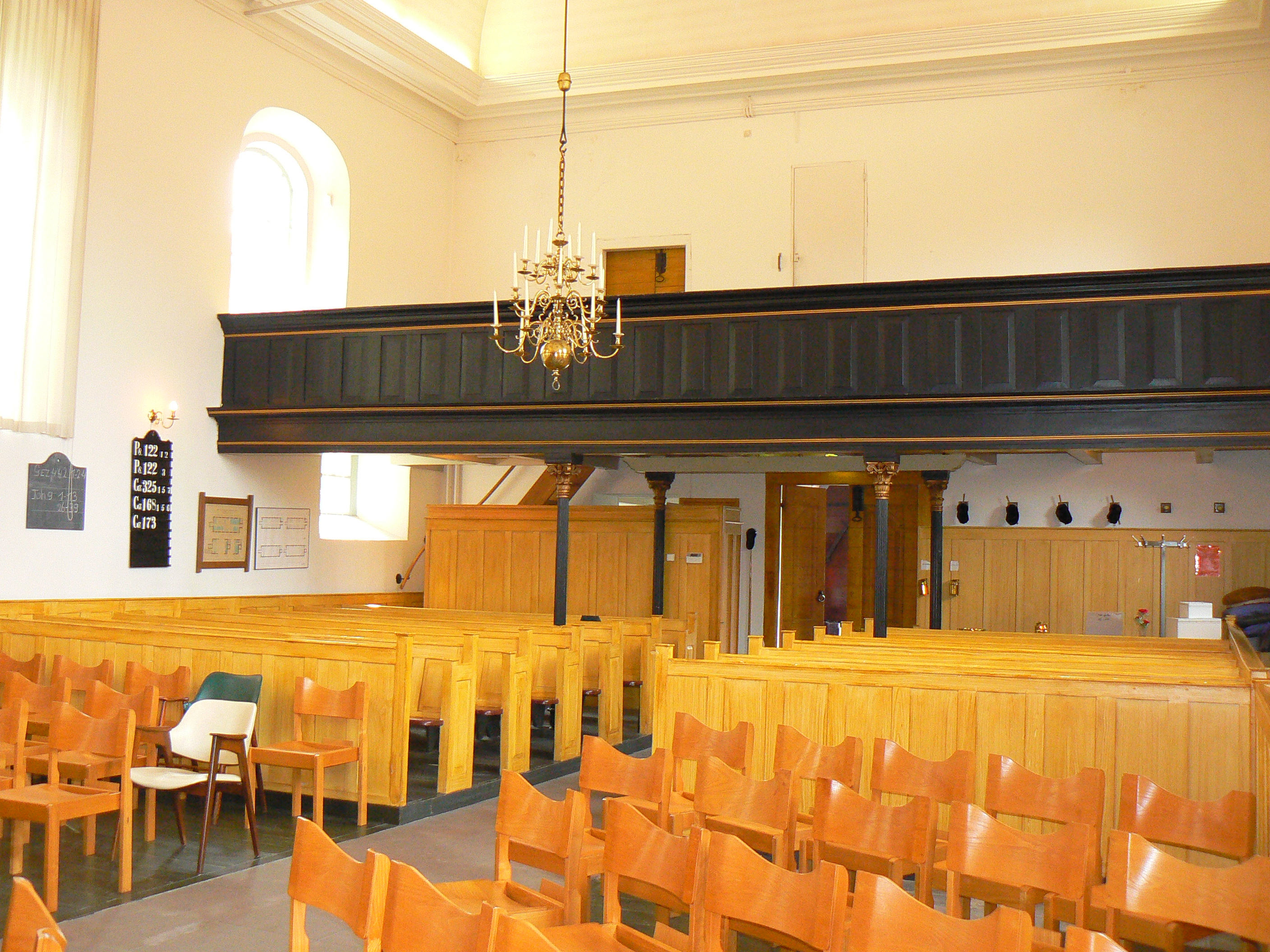
Westelijke gaanderij (toegang via een trap in de kerk).